# Stazione di Val D’Ala
Stazione di Val D'Ala vasútállomás Olaszországban, Róma településen.

## Vasútvonalak
Az állomást az alábbi vasútvonalak érintik:
- Firenze–Róma-vasútvonal

## Kapcsolódó állomások
A vasútállomáshoz az alábbi állomások vannak a legközelebb: